# الغمري
الغمري بلدية تابعة لدائرة المحمدية بولاية معسكر، تقع بين بوهني ومعسكر يقطنها حوالي 19000 نسمة.